# Chájjim Vital
Chájjim Vital, teljes nevén Chájjim ben Jószéf Vital (héberül: רבי חיים ויטל/ויטאל), (Szafet, 1542. október 23. – Damaszkusz, 1620. április 23.) újkori zsidó író.
Damaszkusz városában működött, és Jicchák Luria tanítványaként ismerték. Mestere maga soha sem írta le semmilyen tanítását, ezeket Vital tette meg helyette, egyben terjesztettel Luria nézeteit. Saját életrajzát dolgozta fel a Látomások könyve című művében. (Írását Rabbi Chájjim dicséretei néven is ismerik.) Beszámol róla, hogy soha sem ragaszkodott a földi hatalomhoz, esetleges tévedései jóhiszeműségen alapultak, egyetlen hibája a dicsőség keresése volt, és egy időben a 2. századi Akiba rabbi lelke birtokosának hitte magát. Akárcsak Luria, ő is foglalkozott varázslással, amulettekkel.
Vital iratait később Jakob ben Chájjim Cemach zsidó orvos dolgozta fel Éc Chájjim ('Élet fája') című könyvében.